# Devil's Dyke (Cambridgeshire)

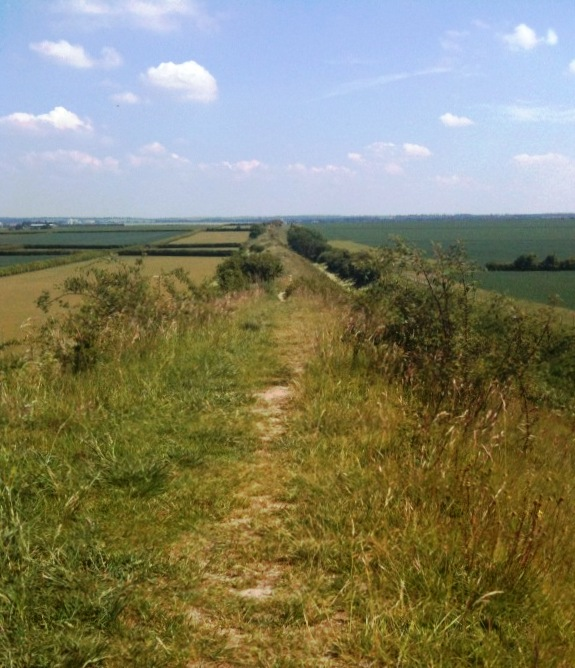
Vista de la cima del Devil's Dyke (imagen de junio de 2010).

Vista del parte del Devil's Dyke a su paso por el hipódromo de Newmarket (a la izquierda).

Perfiles de los tres diques fortificados más grandes de Cambridgeshire (basados en Salopia Antinqua de Charles Henry Hartshorne (1841).

El Devil's Dyke (en español: el dique o foso del diablo), también conocido como el Devil's Ditch, St Edmund's Dyke, Great Ditch o Reach Dyke, es una fortificación en forma de foso defensivo y vallum de unos 12 kilómetros de largo en línea recta entre Reach, una aldea al borde de las de marismas de los Fens y conectada al río Gran Ouse por uno de los canales construidos por los romanos, hacia el interior de Anglia Oriental, llegando cerca al pueblo de Woodditton en Cambridgeshire, antiguamente rodeado de bosque denso e impentrable.
El foso tiene una profundidad máxima de unos cuatro metros por debajo del suelo con un terraplén de hasta 70° para el vallum de hasta seis metros de altura por encima del suelo, es decir, la fortificación tiene una altura total de unos 10.5 metros. La cima tiene unos tres metros de ancho, lo suficiente como para permitir el paso de caballería y carros.
Es la más larga de una serie de cinco obras de tierra o fortificaciones de este tipo, casi todas en paralelo, en la zona de la población de Newmarket, siendo el siguiente más importante en longitud de estos el Fleam Dyke, a unos 10.5 kilómetros al suroeste.
Goza de distintos niveles de protección como área protegida, tanto locales como nacionales, como la designación de Sitio de Especial Interés Científico (SSSI), Local Wildlife Site, Special Area of Conservation y Monumento planificado (Scheduled Ancient Monument). La zona protegida cubre unas 89 hectáreas en línea recta.
El dique pasa por medio del complejo del hipódromo de Newmarket, a unos dos kilómetros al suroeste de la población de Newmarket. 

## Historia
Aunque se desconocen tanto su origen como su propósito, se piensa que su función era controlar las calzadas romanas de la zona y el acceso a los Fens. El foso estaría probablemente lleno de plantas con espinas y, al igual que las otras fortificaciones típicas de la zona, se trata de un importante obstáculo para el movimiento masivo tanto de hombres como de vehículos necesarios para una invasión militar. De acuerdo con el anticuario inglés Samuel Tymms, citando otros autores, podría haber sido construido tanto por los icenos para repeler al ejército de César Augusto –quien, según el  historiador y senador romano Dión Casio, preparó la invasión de la isla en tres ocasiones (34 a. C., 27 a. C. y 25 a. C.), postponiéndolo por motivos varios– como por los propios romanos o, más tarde, los sajones o daneses.
Sin embargo, y no obstante los restos arqueológicos romanos encontrados en los alrededores, y la posibilidad de que estuviera construido sobre una fortificación prehistórica, unos estudios arqueológicos llevados a cabo en la década de 1970 surgieron que fue construido en el siglo V o VI, o posiblemente hacia finales del siglo VI-comienzos del siglo VII.
Asimismo, como el Devil's Dyke formaba parte de la frontera entre los dos reinos rivales de Mercia y Estanglia, dado que el foso se encuentra al lado occidental del vallum, se supone que fue construido por los habitantes de este último reino, y que se esperaba ataques desde el suroeste, sobre todo dado el conocido afán expansionista de Penda (632-55), el rey pagano de Mercia.
Durante la Edad Media, se refiere a la fortificación como el St Edmund's Dyke, por delimitar la autonomía jurisdiccional de la abadía territorial de Bury St. Edmunds, y como Great Ditch. Por otra parte, durante el asedio llevado a cabo por el rey Guillermo de la isla de Ely en el siglo XI se refiere a ello como el Reach Dyke.

## Hábitat
La vegetación es la típica de los suelos de creta de la zona de los Fens cerca de Reach y la de los bosques caducifolios del suelo arcilloso de la zona de Woodditton e incluye Bromus erectus, Sanguisorba minor, Filipendula vulgaris, Helianthemum nummularium, plantas menos comunes, como Astragalus danicus, Thesium humifusum y Pulsatilla vulgaris, con extensiones más grandes de Crataegus monogyna, Rhamnus catharticus, Ligustrum vulgare y Rosa spp. Destaca asimismo por tener varios especies de orquídeas, como Himantoglossum hircinum y mariposas como Polyommatus coridon, Erynnis tages, Aricia agestis y Callophrys rubi.
Por otra parte, la única araña migalomorfo del Reino Unido, Atypus affinis, también habita la zona.
Entre 2002 y 2007, Natural England, English Heritage, Wildlife Trust y Cambridgeshire County Council formaron un consorcio, financiado por el Heritage Lottery Fund, para restaurar la zona y asegurar su sostenibilidad.